# مهدی شیری (بازیکن فوتبال، زاده ۱۳۵۷)
مهدی شیری  (۲۴ اردیبهشت ۱۳۵۷ در شیراز) بازیکن سابق و مربی فوتبال اهل ایران است.
وی سابقه حضور دراستقلال تهران وپرسپولیس تهران را دارد.
او برادر بزرگتر مجتبی شیری است.

## تیم ملی
مهدی شیری تنها یک بار به تیم ملی ایران دعوت شده‌است. شیری برای مسابقات جام ال جی ۲۰۰۱ مصر به تیم ملی دعوت شد و در مسابقه با کانادا به عنوان یار تعویضی در ترکیب تیم ملی قرار گرفت.
مهدی شیری، هافبک اسبق پرسپولیس در ۱۳۸۸ با یک قرارداد به‌طور رسمی راهی النصر عربستان شد، اما فدراسیون این کشور بنا به دلایلی که اجازهٔ حضور بازیکنان ایرانی در این کشور را نمی‌دهد، برای این بازیکن ویزا صادر نکرد تا سران النصر مجبور شوند قرارداد خود با شیری را لغو کنند و این هافبک ایرانی نیز پس از دریافت نکردن مطالبات خود مجبور به شکایت از این باشگاه به فیفا شد. فیفا نیز حکم خود را در حمایت از مهدی شیری صادر کرد و ۲۷۱ هزار دلار این باشگاه سعودی را جریمه کرد.